# كأس السوبر الإفريقي 2003
كأس السوبر الأفريقي 2003: هي النسخة الحادية عشر من البطولة وكان المتنافسين الزمالك بطل دوري أبطال أفريقيا والوداد بطل كأس الكؤوس الأفريقية.

## الفرق
| الفريق  | المنطقة      | طريقة الوصول                  | حضور سابق (الخط الغليظ يدل على بطل النسخة) |
| ------- | ------------ | ----------------------------- | ------------------------------------------ |
| الزمالك | شمال أفريقيا | بطل دوري أبطال أفريقيا 2002   | 3 (1994، 1997 ، 2001)                      |
| الوداد  | شمال أفريقيا | بطل كأس الكؤوس الأفريقية 2002 | 1 (1993)                                   |

## النتيجة النهائية
| الزمالك                                                  | 3 - 1 | نادي الوداد الرياضي |
| -------------------------------------------------------- | ----- | ------------------- |
| محمد عبد الواحد 28' · حازم إمام 63' · عبد الحليم علي 65' |       | جيلوم داسادي        |

| الزمالك | الوداد |

## الفائز بالبطولة
(اللقب الثالث)